# Jörg Mehrwald

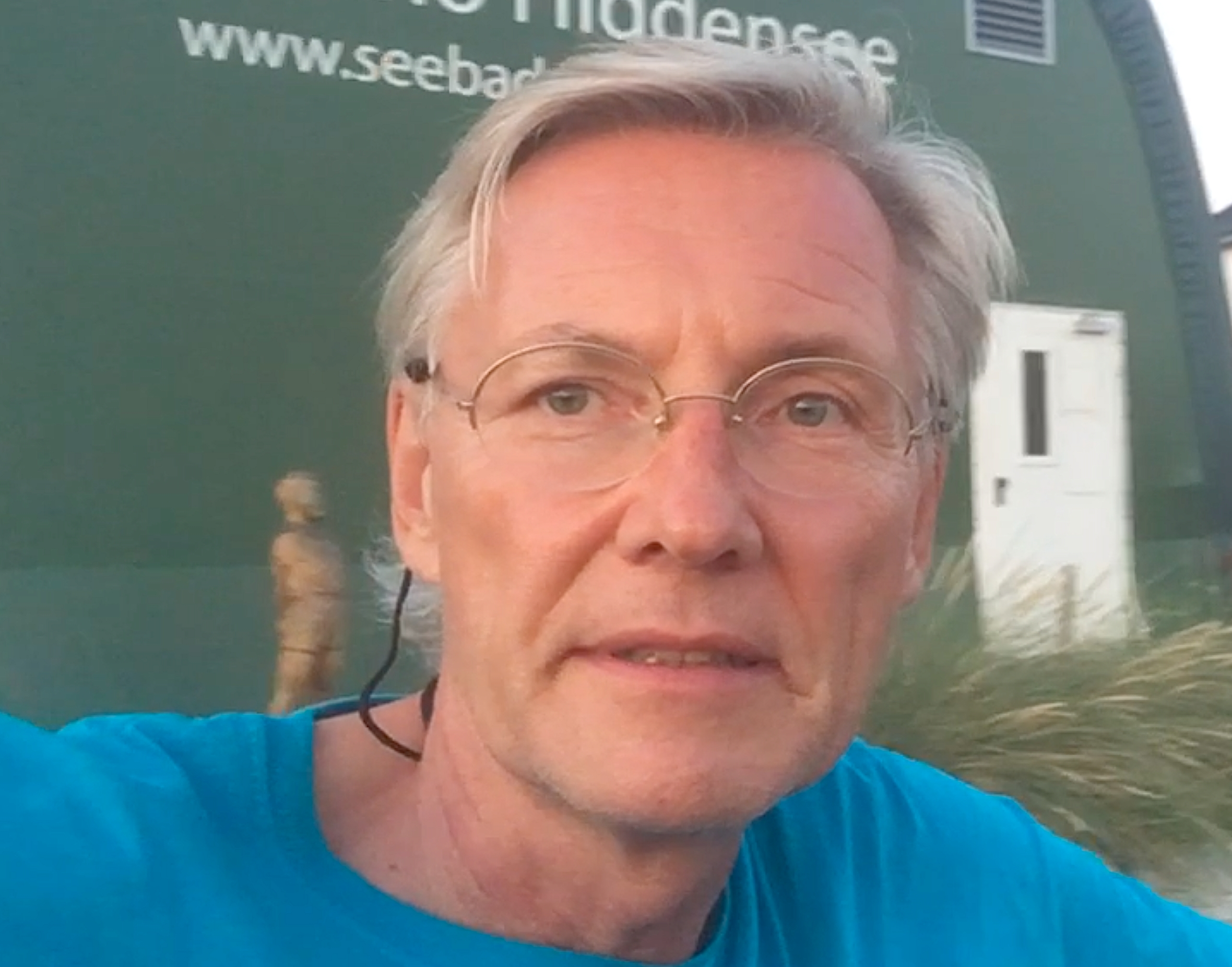
Jörg Mehrwald (2022)

Jörg Mehrwald (* 28. Mai 1958 in Merseburg) ist ein deutscher Schriftsteller, Drehbuchautor, Filmemacher und Kabarettist.

## Leben
Mehrwald wurde in Merseburg in Sachsen-Anhalt als einziger Sohn von Karl-Heinz und Helga Mehrwald geboren. Schulausbildung und Lehre zu einem Handwerksberuf absolvierte er in Lutherstadt Wittenberg und arbeitete dann in der Bühnentechnik am dortigen Theater. 1986 erfolgte die Ausbürgerung nach fünfjähriger Antragsstellung. Nach der Übersiedelung lebte er Bruchsal. Wie er später aus den Stasiakten erfuhr, wurde er seit seinem 17. Lebensjahr observiert.
Nach dem Abitur und einem BWL-Studium arbeitete er im Marketing der Badischen Landesbühne. Ab 1989 begann er ein Volontariat zum Rundfunkredakteur bei einem Privatradiosender in Schwetzingen und arbeitete ab 1992 als Referent für Öffentlichkeitsarbeit für die Stadt Walldorf.
Mehrwald war mit Renate Petra Mehrwald († 2022) verheiratet, mit der er eine Tochter hat.

## Werk
Fernsehen
Ab 1994 stand er als Moderator vor der Kamera des ersten badischen Lokalsenders und schrieb Gags für die RTL Nachtshow. 1996 kam er zur Talkshow 7 Tage, 7 Köpfe. Im selben Jahr wurde er Chefredakteur für PRO 7-Produktionen. 1998 arbeitete er für ein Jahr als Medien-Coach bei der Deutschen Post. 1999 entwickelte Mehrwald in einem Autorenteam für Grundy-UFA die Pro-7 Daily-Soap Mallorca – Suche nach dem Paradies mit. Von 1999 bis 2006 arbeitete er regelmäßig für Produktionen von Thomas Gottschalk und Günther Jauch.
Bücher
Er schrieb satirische Romane und mit Sky Dumont Prinz & Paparazzi (vom ZDF verfilmt) sowie den Roman zum TV-Zweiteiler Gier von Dieter Wedel. Mehrwald entwickelte für die Frankfurter Buchmesse einen Fußball-Superhelden-Comic für leseschwache Kinder. Er war 1997 Drehbuchautor für die erste deutsche Sitcom auf Pro 7 Die Viersteins. 2012 veröffentlichte er das biographische Videochat-Filmexperiment Zeitlinie mit Matthias Matussek.
Zeltkino Hiddensee
Jörg Mehrwald war von 2012 bis 2020 Chef und Filmvorführer des Zeltkino Hiddensee und ein Jahr im Corona-Team der Sommermonate 2020 dort tätig. Das Kino erhielt 2019 den Kinokulturpreis des Landes Mecklenburg-Vorpommern. Auf der Insel Hiddensee gründete Mehrwald 2013 das Kabarett Lach- & Nordlichter für das Zeltkino Hiddensee, wo er zahlreiche Kabarettprogramme schrieb und spielte.
Außerdem gründete er die Eventreihe Das große Inselsingen und drehte die Kino-Musikdokumentation Karussell – Vier Tage auf Hiddensee. Er nahm mit seinen Filmbeiträgen an drei Filmfestivals teil. Er schrieb das Buch Zeltkino Hiddensee – Eine Hiddenseer Kulturgeschichte 2012–2020. Die Texte seiner 2019 und 2020 veranstalteten Ringelnatz-Lesungen fasste er im Buch Ringelnatz, Asta und Hüsch zusammen. 

## Arbeiten

### Bücher (Auswahl)
- Zeltkino Hiddensee – Eine Hiddenseer Kulturgeschichte 2012–2020 im BOD-Verlag, 2020
- Ringelnatz, Asta und Hüsch auf Hiddensee – Das Beste aus vier Kabarettprogrammen. Die neuen Texte zu den alten Stars. Erzählungen, Gedichte, Lieder, BOD-Verlag
- Bull oder wie eine Boulevardzeitung den Bundespräsidenten stürzte, Roman, BOD-Verlag
- 111 Gründe, die Ostsee zu lieben – Sachbuch von Renate Petra Mehrwald und Jörg Mehrwald, Verlag Schwarzkopf & Schwarzkopf
- Gier, Roman zum Film von Dieter Wedel und Jörg Mehrwald im Heyne-Verlag
- Prinz & Paparazzi, Roman mit Sky Dumont im Rowohlt-Verlag
- Keiner verlässt die Theke! Roman über den Ballermann im Eichborn-Verlag
- Bloß gut, dass es uns noch gibt! Alternativgeschichte über eine noch existierende DDR im Jahr 2000 im Knaur-Verlag

### Hörbücher
- Bloß gut, dass es uns noch gibt! Gesellschaftskomödie, Roman über eine noch existierende DDR im Jahr 2000 im Knaur-Verlag
- Keiner verläßt die Theke! Eine unglaubliche Dienstreise nach El Arenal Von: Jörg Mehrwald Gesprochen von: Knut Müller
- Nietsche und der Tod des Lottomillionärs Von: Jörg Mehrwald Gesprochen von: Norbert Hülm

### Theater
- 2013 – DDR 2013 – Wir sind die Weltbesten – Eine Komödie – (Autor und Hauptdarsteller) in Kleine Komödie TheaterNative C in Cottbus
- 2013 – Faust – die Medienkomödie (Regie und Autor) im Planetarium Cottbus[8]

### Kabarett
- 2014 – Freistaat Hiddensee
- 2014 – Los! Jubeln!
- 2015 – Hüsch auf Hiddensee
- 2015 – Ringelnatz hinterließ auch einen Sohn auf Hiddensee
- 2015 – Mein Smartphone erzählt mir Witze
- 2015 – Los! Jubeln!
- 2016 – Hüsch auf Hiddensee
- 2016 – Ringelnatz hinterließ auch einen Sohn auf Hiddensee
- 2016 – Los! Jubeln! (Bis zu diesem Zeitpunkt alle Programme mit Wolfram von Stauffenberg als Bühnenpartner.)
- 2016 – Die unsichtbare Kanzlerin
- 2017 – Ärgern lohnt sich nicht, aber drüber lachen schon
- 2017 – Fast wie ein Film
- 2018 – Störtebeker ist zurück (zusammen mit Andreas Euler)
- 2018 – Mein Hirn spricht mit mir (zusammen mit Eberhard Klunker)
- 2018 – Asta, Ringelnatz und die unbekannten Treffen auf Hiddensee
- 2018 – Bloß gut, dass es uns noch gibt oder Familie Lehmann und der 51. Geburtstag der DDR
- 2018 – Wer drüber lachen kann, ist eindeutig im Vorteil
- 2018 – Herr Ober, schicken Sie bitte die Rechnung an Frau Merkel!
- 2019 – Ringelnatz & Sohn
- 2019 – Asta, Ringelnatz und die unbekannten Treffen auf Hiddensee
- 2019 – Mein Hirn spricht mit mir (zusammen mit Eberhard Klunker)
- 2019 – Der Mensch braucht nicht nur Ironie, er braucht auch Spaß!
- 2020 – Ringelnatz & Sohn
- 2020 – Asta, Ringelnatz und die unbekannten Treffen auf Hiddensee
- 2020 – Kuddel Daddeldu war auch auf Hiddensee – Neue Ringelnatz & Sohn-Parade

### Filme
- 2012 – Handgemacht: Marion Magas / Horst Henk / Robert Ott
- 2012 – Zwei im Zelt
- 2012 – Billy Wilder war auch schon hier
- 2013 – Was war vor dem Rap cool? (Kinder-Kurzfilm)
- 2014 – Besuch bei Asta (Stummfilm – Werbefilm für das Asta Nielsen Haus)
- 2015 – Karussell – Vier Tage auf Hiddensee[9] (2015) (Kinofilm – 91 Min.)
- 2015 – Premierentour für einen Inselfilm (2015) (90 Min.)
- 2016 – Der Inselbuchhändler von Hiddensee (Kinofilm 100 Min.)
- 2017 – Hiddensee – Die Serie (90 Min.)
- 2017 – Ela singt (30 Min.)
- 2017 – Gurke & Melone (Stummfilm)
- 2018 – Lachen an der Ostsee – (Kinofilm 100 Min.)
- 2019 – Johann Putensen (unvollendet)
- 2019 – Der Mann, den Asta Nielsen im Kinderwagen durch Vitte schob (61 Min.)

## Auszeichnungen
- 2017 Mit dem Film Ela singt gewann er zusammen mit Kathleen Raschke-Mass den Wir-Vielfaltspreis des Landes.[10]
- 2018 Für die Programmgestaltung im Zeltkino Hiddensee erhielt Mehrwald den Kinokulturpreis des Landes Mecklenburg-Vorpommern[11]